# До уваги громадян та організацій
«До уваги громадян та організацій» — радянський чорно-білий дитячий художній фільм 1965 року, знятий на Кіностудії ім. О. Довженка.

## Сюжет
У восьмирічного Кирила великі проблеми: навчання не дається, батьки — зануди, нікуди прилаштувати кульгаву бездомну собаку. Словом, розлад з усім світом. І тут на його шляху зустрічається журналіст Вадим, з яким легко, цікаво. Інтерес же Вадима непідробний — адже Кирило названий на честь його загиблого друга.

## У ролях
- Віталій Бєляков — Кирило Крупіцин
- Антон Сочівко — Антон Крупіцин
- Юрій Леонідов — Петро, батько Кирила і Антона
- Валентина Калініна — Віра, мати Кирила і Антона
- Михайло Зимін — Вадим Костянтинович Конєв, журналіст
- Ніна Веселовська — Жанна Поліанівна, вчителька
- Ада Шереметьєва — Олена, вихователька
- Дмитро Мілютенко — шкільний сторож
- Микола Сергєєв — сторож в парку
- Олег Комаров — Андрій Іванович, журналіст-кляузник
- Ніна Алісова — дама з віями
- Борис Бібіков — епізод
- Євгенія Віховська — продавчиня
- Вадим Дмитрюк — епізод
- Маргарита Кошелєва — Варвара Миколаївна, вчителька
- Григорій Лямпе — перукар
- Лев Перфілов — скептик (роль озвучив інший артист)
- Віктор Поліщук — громадянин в черзі
- Олександр Райданов — епізод
- Аркадій Толбузін — Орлов, головний редактор
- Олексій Данилевський — епізод
- Михайло Сакович — епізод
- Сергій Гусєв — епізод
- Володимир Сак — епізод
- Наталія Тарасенко — епізод
- Вадим Лозинський — епізод
- Олександр Струцинський — епізод
- Данило Симонов — епізод
- Марина Прокопенко — епізод
- Марія Капніст — стара біля дошки оголошень
- Людмила Сосюра — друкарка
- Тамара Королюк — друкарка
- Віктор Степаненко — епізод

## Знімальна група
- Режисер — Артур Войтецький
- Сценарист — Олег Прокопенко
- Оператор — Олексій Прокопенко
- Художник — Валерій Новаков